# Frank Bank
Frank Bank (Los Angeles, 12 aprile 1942 – Rancho Mirage, 13 aprile 2013) è stato un attore statunitense.

## Filmografia parziale

### Cinema
- The Story of Will Rogers, regia di Michael Curtiz (1952)
- Ci pensa Beaver (Leave It to Beaver), regia di Andy Cadiff (1997)

### Televisione
- Cimarron City – serie TV, episodio 1x13 (1959)
- Westinghouse Playhouse (1961)
- Life with Archie (1962)
- Il carissimo Billy (1958-1963)
- Un liceo tutto matto (1983)
- Still the Beaver (1983-1989)